# Cigar box guitar
La cigar box guitar és un cordòfon rudimentari que utilitza una capsa de cigars buida com a ressonador. La més primerenca només tenia una o dues cordes, els models moderns ja en tenen tres o més. Normalment les cordes es connecten entre el mànec de fusta i la tapa de la capsa buida, aquest mànec s'insereix a la capsa a través d'un forat.

## Història
Els cigars, cap al 1800, s'empaquetaven en capses, calaixos o barrils, però les capses petites que coneixem avui dia no van existir fins al 1840. Fins llavors, els cigars eren embarcats en calaixos grans que podien contenir 100 capses o més. A partir del 1840, els fabricants de cigars van començar a utilitzar capses més petites i portàtils, amb 20 o 25 cigars per unitat.
Aquesta reducció de mides podria ser una primera evidència de l'existència d'aquests instruments just entre els anys 1840 i 1860. La primera il·lustració de la que es té constància de la capsa de cigars com a caixa de ressonància d'un instrument és un aiguafort del 1876 on apareixen dos soldats de la Guerra Civil dels Estats Units en u càmpig, tocant un violí fet amb una capsa de cigars (violin cigar box), de l'artista Edwin Forbes qui, sota el nom de Leslie's Illustrated Newspaper, treballà per a l'Exèrcit d'Unió. L'aiguafort va ser inclòs al recull de Forbes Life Stories of the Great Army. La marca de la capsa apareix clarament: "Figaro".
A més de l'aiguafort, existien plànols d'un banjo fet amb capsa de cigar publicat per Daniel Carter Beard, cofundador del Boy Scouts of America, el 1884 com a part del Christmas Eve with Uncle Enos. El plànol, amb un títol posterior, "How to Build an Uncle enos Banjo", fou inclòs a l'edició de 1890 del American Boy's Handy Book Aquest plànol ometia la història però encara mostrava pas a pas com construir un banjo de cinc cordes amb una capsa de cigar.
Semblaria que els primers instruments d'aquest tipus fossin simples i primitius, però no sempre era així. Segons William Jehle, conservador de The Cigar Box Guitar Museum i autor de One Man's Trash: A History of the Cigar Box Guitar, el museu va adquirir dos violins fets amb capses de cigars datats entre els anys 1886 i 1889 que semblaven ben construïts. El 1886 un nen de 8 anys va fer un violí i realment s'hi podia tocar, però el 1889 es va millorar la construcció amb un mànec més ben inserit a la capsa i un millor claviller.
Guitarres i violins fetes amb capses de cigar tingueren un paper important als grups on es "tocava" la gerra (jug bands) i als grups de blues. La majoria d'aquests músics eren americans negres i pobres que no es podien permetre comprar instruments. Utilitzant aquests, juntament amb el "washtub bass" (similar a la guitarra feta de capsa de cigar), la gerra, el washboard i l'harmònica, els músics podien tocar durant les seves trobades.
La Gran depressió del 1930s va veure una nova onada d'instruments musicals fets a casa. Els temps eren durs al sud americà, seure al porxo i cantar i tocar blues era un entreteniment popular Els instruments musicals eren allèn el mitjà de la majoria de persones, però amb una caixa de cigar vella, una peça de mànec d'escombra i un parell de cables de la porta de pantalla, una guitarra va néixer.

### Cigar box violin

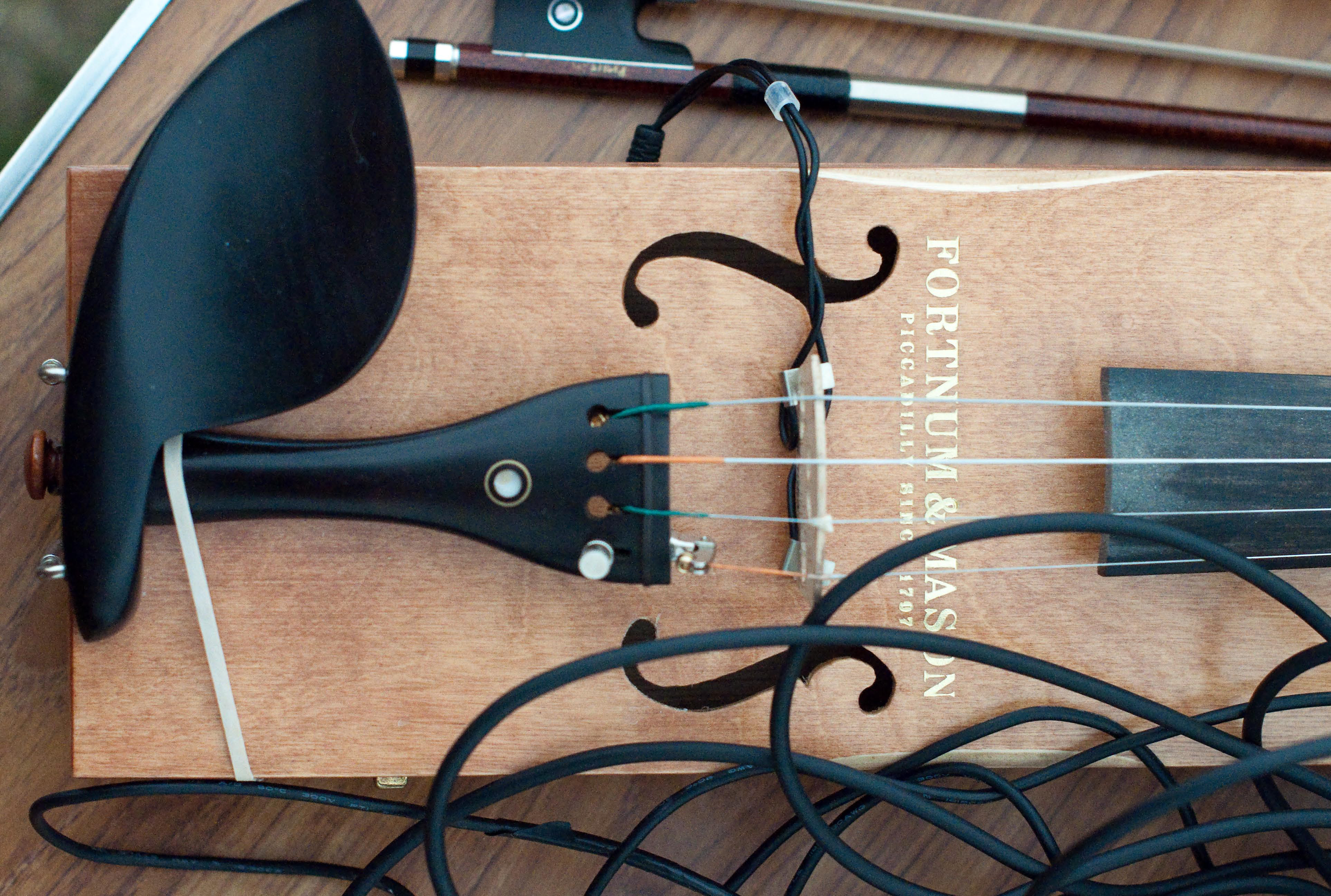
Un violí modern fet amb una capsa de cigar

Nascut al mateix temps que les guitarres fetes amb capses de cigar, és un a substitutiu d'instruments fets per lutiers, ja que requereixen materials molt barats com les capses i una fusta que faci de mànec i són de fàcil construcció.

## Ressorgiment modern

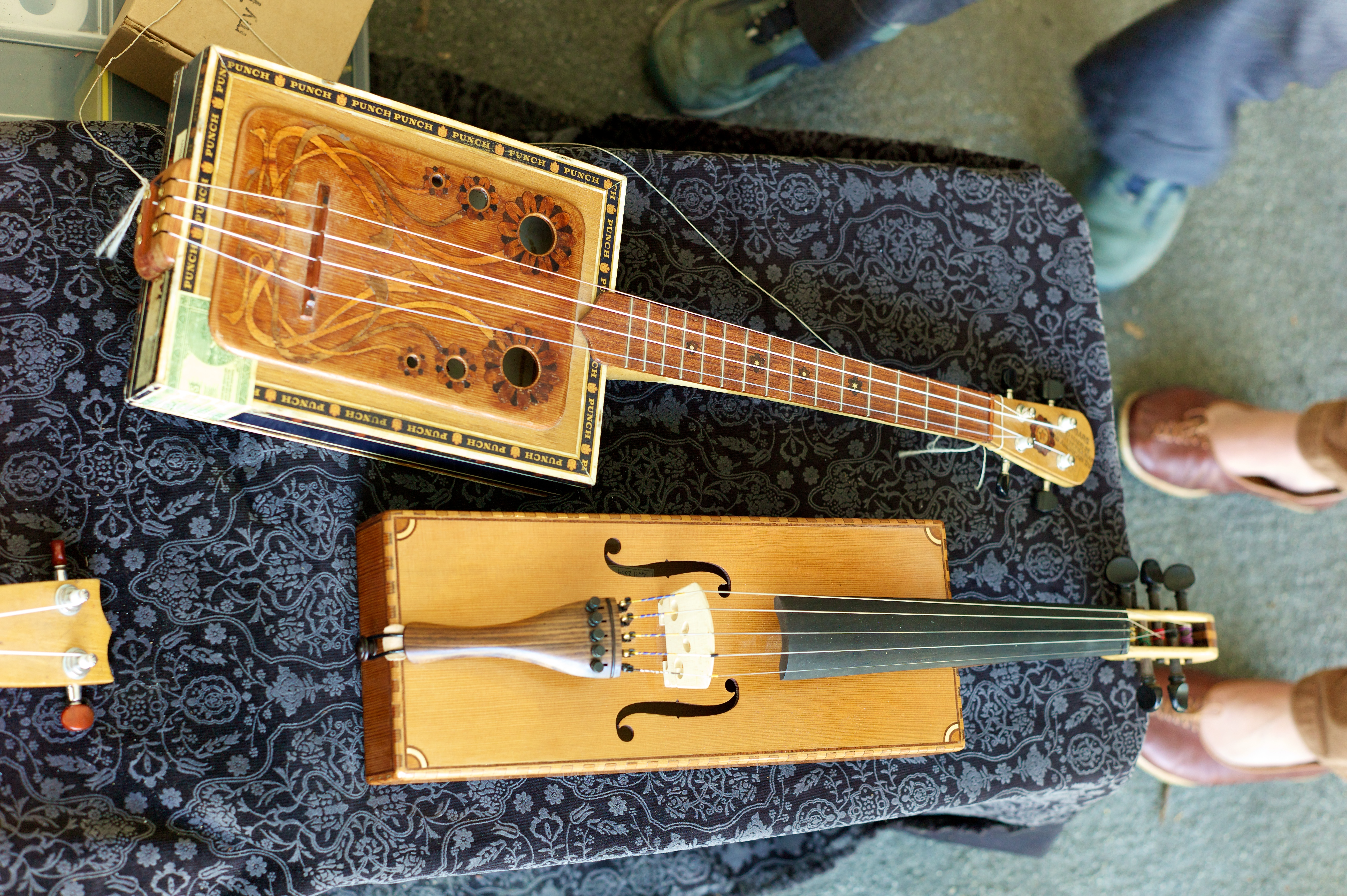
Guitarres de capsa de cigar

Un ressorgiment modern d'aquests instruments (també conegut com la Cigar Box Guitar Revolution) ha promogut l'augment de constructors d'aquests instruments i també dels seus intèrprets. Un grup independent de músics viatja a la Costa Est dels Estats Units cada estiu per organitzar el "Masters of the Cigar Box Guitars Tour". Entre aquests músics hi ha Doctor Oakroot, Johnny Lowebow, Tomi-O i molts altres. Cada vegada més lutiers afegeixen aquesta tipologia d'instruments al seu catàleg. Els més reconeguts en aquest moments són Shane Speal, Mike Snowden i Peter Lake.
Aquest ressorgiment es deu, en part, a l'interès pels músics que toquen la "gerra" i la cultura del DIY, amb un resultat molt més econòmic en general.
El museu The Gicar Box Guitar Museu està dedicat a aquest tipus de guitarres, es troba al Speal's Tavern, un petit club de blues a Pennsylvania, i s'hi poden veure més de 60 guitarres antigues i modernes d'aquesta tipologia.